# Sycon caminatum
Sycon caminatum är en svampdjursart som beskrevs av Thacker 1908. Sycon caminatum ingår i släktet Sycon och familjen Sycettidae. Inga underarter finns listade i Catalogue of Life.